# Гет-Вілд
Гет-Вілд (нід. Het Wild) — селище в нідерландській провінції Північний Брабант. Входить до муніципалітету Осс.
Його площа становить 0,71 км², а населення станом на 2021 рік складало 105 осіб.

## Галерея

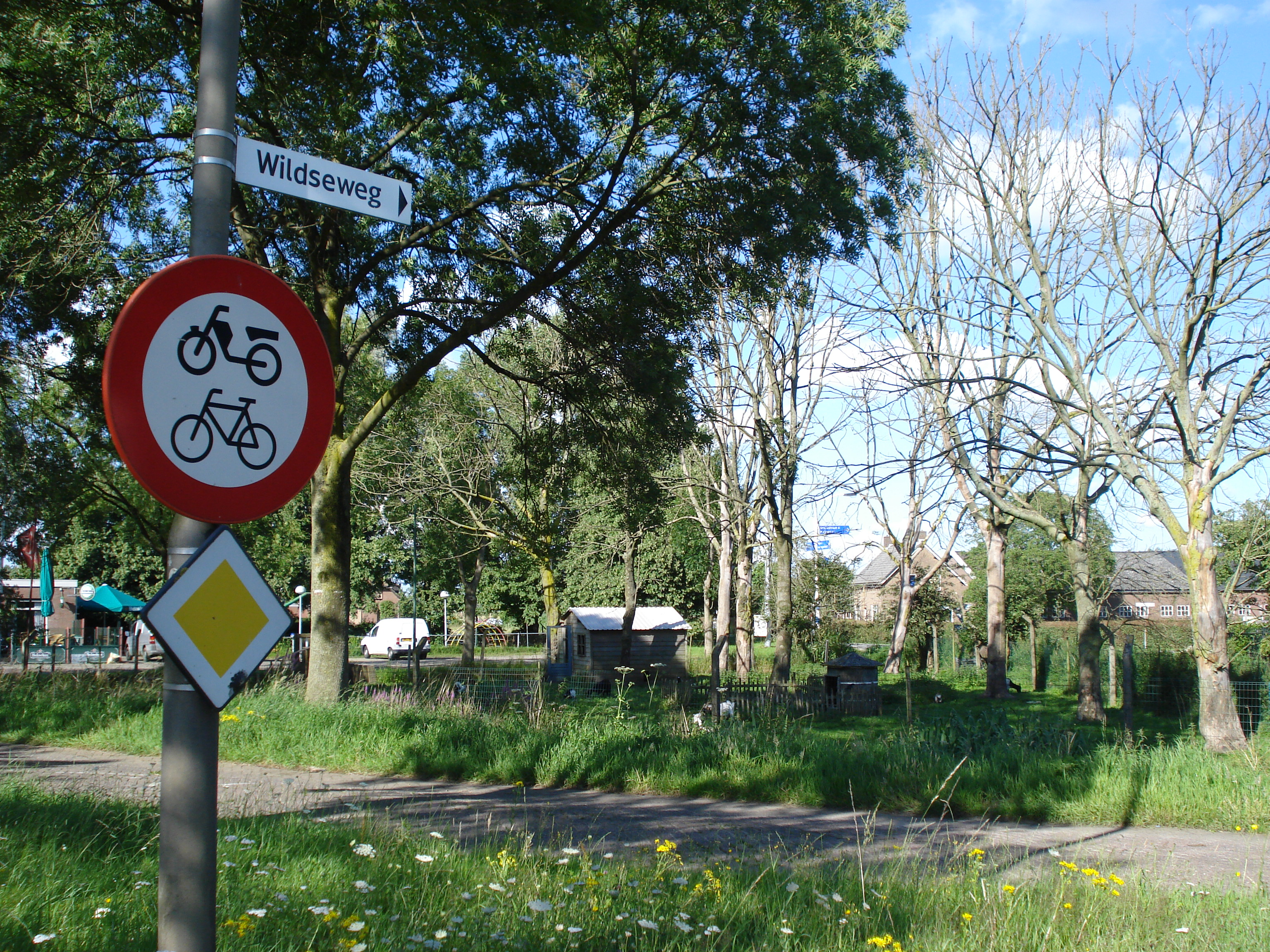
Центр Гет-Вілда
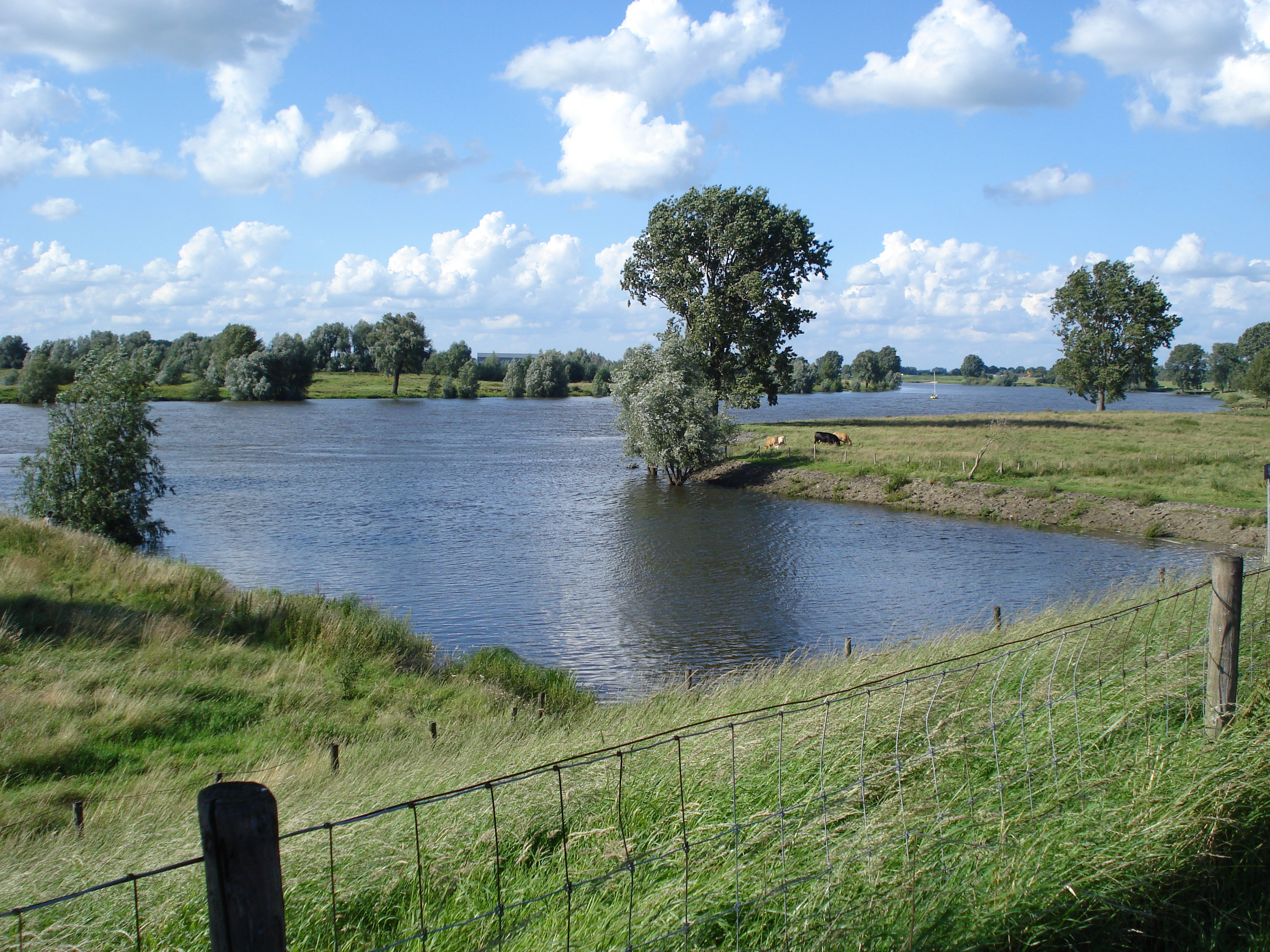
Річка у селищі
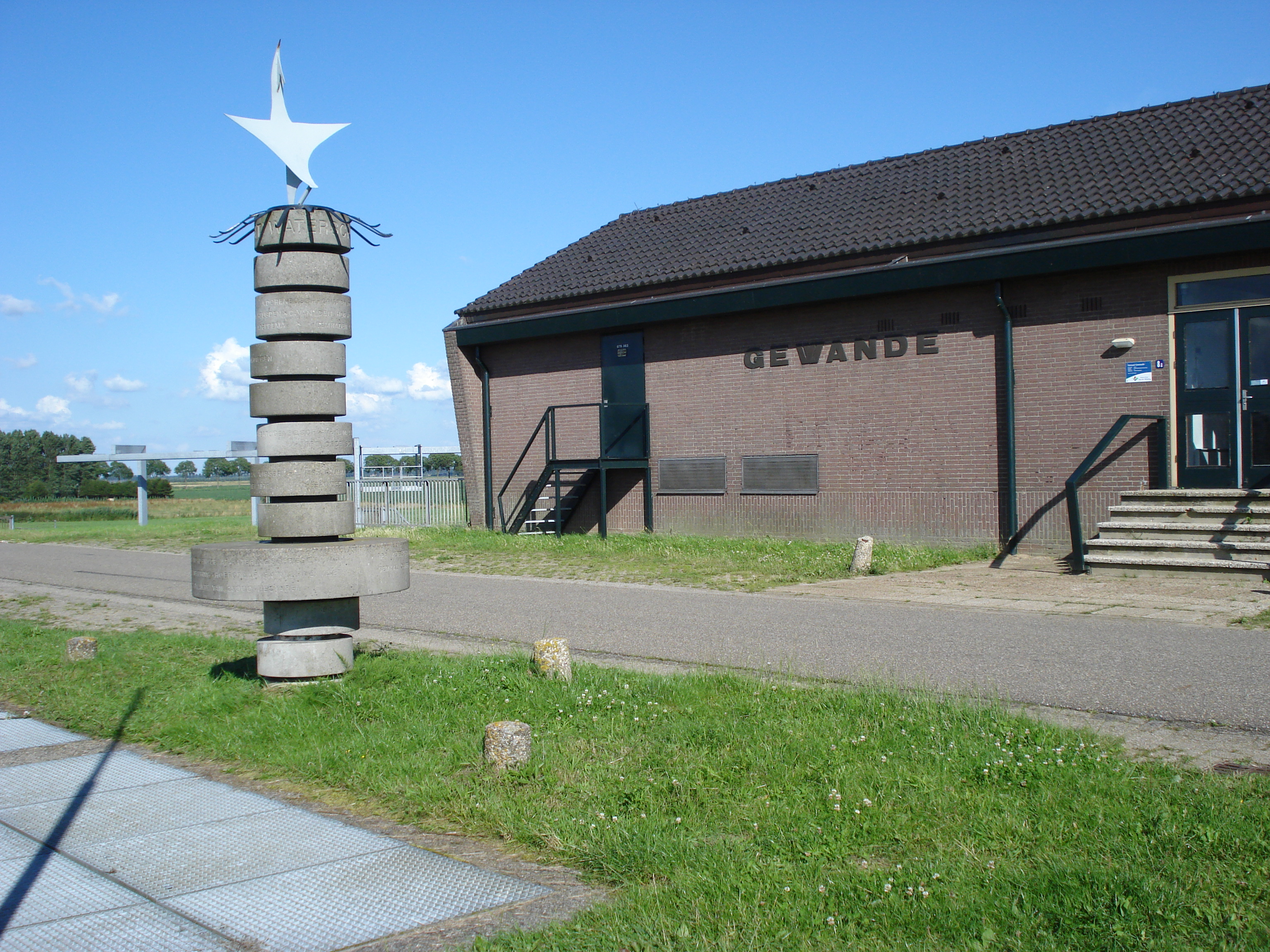
Насосна станція у селищі